# Chirodiscoides caviae
Chirodiscoides caviae (Syn.: Campylochirus caviae), Haar- oder Pelzmilbe der Meerschweinchen, ist der häufigste Ektoparasit bei Meerschweinchen. Vor allem kranke und geschwächte Tiere können einen massenhaften Haarmilbenbefall zeigen. Der Parasit besiedelt die Hautoberfläche und wird durch direkten Kontakt weitergegeben. Er ernährt sich von Zelltrümmern und Gewebsflüssigkeit.
Pelzmilben sind schmal und länglich. Die Weibchen sind 480 × 140 µm groß, die Männchen 340 × 130 µm. Adulte und Nymphen besitzen vier lange Beinpaare. Alle Tarsen tragen eine an einem kurzen Haftstiel sitzende Haftglocke. Das letzte Beinpaar ist bei Männchen besonders lang und hakenförmig umgebogen. Dies dient zur Anhaftung am Weibchen bei der Kopulation. Männchen tragen am Hinterende einen Fortsatz mit zwei Saugnäpfen. Das Gnathosoma ist deutlich dreieckig.
Der gesamte Entwicklungszyklus findet auf dem Wirt statt. Die Eier werden mit einem klebrigen Sekret in der Mitte des Haarschaftes fixiert. Nach dem Schlupf folgen ein Larven- und zwei Nymphenstadien.